# Turnverein Emsdetten 1898 (handebol masculino)
TV Emsdetten Marketing GmbH é uma equipe de Handebol de Emsdetten, Alemanha. Atualmente Compete no Campeonato Alemão de Handebol.

## Elenco 2013/2014
Lista Atualizada em 2013.
| Nr. | Nome                     | Nacionalidade |
| 12  | Nils Babin               | Alemanha      |
| 16  | Vitali Feshchanka        | Bielorrússia  |
| 2   | Elvir Selmanovic         | Sérvia        |
| 4   | Lutz Weßeling            | Alemanha      |
| 5   | Louis Kamp               | Alemanha      |
| 6   | Patrik Kvalvik           | Suécia        |
| 7   | Janko Bozovic            | Áustria       |
| 10  | Matthias Reiser          | Alemanha      |
| 11  | Stefan Thünemann         | Alemanha      |
| 14  | Andrej Kurchev           | Bielorrússia  |
| 17  | Maximilian Schüttemeyer  | Alemanha      |
| 19  | Jeffrey Boomhouwer       | Países Baixos |
| 21  | Ólafur Bjarki Ragnarsson | Islândia      |
| 23  | Mike Schulz              | Alemanha      |
| 24  | Nacor Medina Perez       | Suécia        |
| 37  | Ernir Hrafn Arnarson     | Islândia      |